# Přeskače
Přeskače település Csehországban, a Znojmói járásban. Přeskače Běhařovice, Horní Kounice, Tavíkovice, Medlice és Křepice településekkel határos. Lakosainak száma 104 fő (2024. január 1.).

## Népesség
A település lakosságának változását az alábbi diagram mutatja:
| Lakosok száma | 196  | 206  | 216  | 181  | 125  | 106  | 110  | 100  | 95   | 104  |
|               | 1869 | 1900 | 1921 | 1961 | 1980 | 2011 | 2016 | 2019 | 2021 | 2024 |